# Teruel Existe
Teruel Existe è un partito regionalista spagnolo, attivo nella provincia di Teruel, fondato nel 1999 come piattaforma cittadina con l'obiettivo di chiedere un trattamento equo e paritario per la provincia di Teruel.

## Storia

### Elezioni generali 2019
Incoraggiati dal successo dello sciopero indetto in venti province spagnole per protestare contro l'abbandono subito dalla cosiddetta España vaciada ("Spagna svuotata"), Teruel Existe ha deciso di candidarsi alle elezioni generali del novembre 2019 come piattaforma di elettori al di fuori dei partiti tradizionali, per dare voce alle richieste urgenti per il mondo rurale di Teruel. La piattaforma ha ottenuto 6.781 adesioni, il 6,34% del censimento elettorale della provincia, sei volte più di quanto richiesto dalla legge elettorale, e ha presentato una candidatura per il Congresso dei Deputati di Teruel guidato dal suo leader Tomás Guitarte. In questa tornata, Con 19.761 voti, cioè 26,7% dei voti, Teruel Existe è stato il partito più votato nella sua provincia, e ha ottenuto 1 deputati e 2 senatori. 
Teruel Existe ha sostenuto l'elezione di Pedro Sánchez alla carica di Primo Ministro in cambio di una serie di investimenti e impegni del nuovo esecutivo con la provincia di Teruel e con una promessa di collaborazione nella lotta allo spopolamento.

### Il progetto España Vaciada
Dopo l'elezioni del 2019, Teruel Existe nel 2021 ha formato, insieme ad altri partiti e organizzazioni, l'alleanza España Vaciada, che è stata registrata come partito politico il 30 settembre 2021. Come Teruel Existe, España Vaciada si ispira al regionalismo, al provincialismo e alla lotta allo spopolamento. Il primo appuntamento elettorale di España Vaciada sono state le Elezioni regionali in Castiglia e León del 2022, dove si è presentata una candidatura unica a Valladolid, Burgos, Palencia e Salamanca, mentre a Soria si è presentata come unica lista Soria ¡Ya!, che ha guadagnato 3 seggi.

## Risultati elettorali
| Elezione             | Voti   | %    | Seggi   |
| -------------------- | ------ | ---- | ------- |
| Generali 2019 (Nov.) | 19,761 | 0,08 | 1 / 350 |